# Transformare conformă specială
În geometria proiectivă o transformare conformă specială este o transformare liniară fracționară⁠(d) care nu este o transformare afină⁠(d). Astfel, generarea unei transformări conforme speciale implică utilizarea inversului multiplicativ, care este generatorul de transformări liniare fracționare care nu sunt afine.
În fizica matematică, anumite transformări conforme, cunoscute sub denumirea de transformări de undă sferică⁠(d) sunt transformări conforme speciale.

## Prezentare vectorială
O transformare conformă specială poate fi scrisă
{\displaystyle x'^{\mu }={\frac {x^{\mu }-b^{\mu }x^{2}}{1-2b\cdot x+b^{2}x^{2}}}={\frac {x^{2}}{|x-bx^{2}|^{2}}}(x^{\mu }-b^{\mu }x^{2})\,.}
Este o compunere a unei inversiuni (xμ → xμ/x2 = yμ), a unei translații (yμ → yμ − bμ = zμ), și altei inversiuni (zμ → zμ/z2 = x′ μ) astfel încât:
{\displaystyle {\frac {x'^{\mu }}{x'^{2}}}={\frac {x^{\mu }}{x^{2}}}-b^{\mu }\,.}
Generatorul său infinitezimal este
{\displaystyle K_{\mu }=-i(2x_{\mu }x^{\nu }\partial _{\nu }-x^{2}\partial _{\mu })\,.}

## Prezentare alternativă
Inversiunea poate fi considerată și inversa multiplicativă a unor bicuaternioni⁠(d) B. Algebra complexă B poate fi extinsă la P(B) prin dreapta proiectivă peste un inel⁠(d). Omografiile⁠(d) peste P(B) conțin translații:
{\displaystyle U(q,1){\begin{pmatrix}1&0\\t&1\end{pmatrix}}=U(q+t,1).}
Grupul de omografie G(B) conține conjugate⁠(d) ale translațiilor prin inversare:
{\displaystyle {\begin{pmatrix}0&1\\1&0\end{pmatrix}}{\begin{pmatrix}1&0\\t&1\end{pmatrix}}{\begin{pmatrix}0&1\\1&0\end{pmatrix}}={\begin{pmatrix}1&t\\0&1\end{pmatrix}}.}
Matricea descrie acțiunea unei transformări conforme speciale.